# Westerland (Pays-Bas)
Pour les articles homonymes, voir Westerland.
Westerland est un village situé dans la commune néerlandaise de Hollands Kroon, dans la province de la Hollande-Septentrionale. En 2005, le village comptait environ 730 habitants.